# ولايات الهند وأقاليمها
الهند اليوم دولة اتحادية وهي ثَمَانٍ وَعِشْرُونَ وِلَايَةً وَثَمَانِيَةُ أَقَالِيمَ، وتنقسم زيادة إلى 800 عمالة، وتسمى العمالات في بلاد الهند والسند «أضلاعا» (بالهندستانية: ضلع/ज़िला). للولايات نصيب من الاستقلالية عن حكومة الهند المركزية ولها حكومات خاصة وعلى رأسها ولاة يعينهم رئيس الهند، وأما الأقاليم فتديرها الحكومة المركزية. في سنة 2019 قسمت ولاية جمون وكشمير إلى إقليمين هما إقليم جمون وكشمير وإقليم لداخ.

## التاريخ

### 1876 – 1919

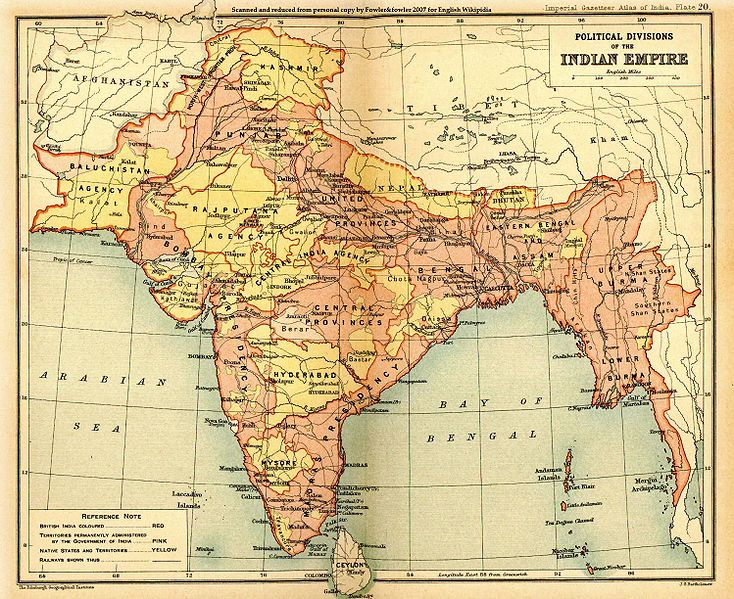
التقسيمات الإدارية للإمبراطورية الهندية في عام 1909

تعد الإمبراطورية الهندية كيانا سياسيا معقدًا للغاية إذ يتكون من مختلف التقسيمات الإمبراطورية والولايات والأقاليم ذات الحكم الذاتي المتفاوت. في وقت إنشائها في عام 1876، كانت تتكون من 584 إمارة والأقاليم التي يحكمها التاج بشك مباشر. تم تقسيم الإمبراطورية بأكملها إلى أقاليم وولايات.

تتكون الإقليم من إقليم خاضع للحكم المباشر لإمبراطور الهند (الذي كان أيضًا ملك المملكة المتحدة ومستعمراتها)، وعدد قليل من الولايات الأخرى الصغيرة التي يحكمها الأمراء الهنود تحت سيادة الإمبراطور. يعمل حاكم الدولة أو نائب الحاكم كممثل عن الإمبراطور في تلك الإقليم وأيضًا رئيسًا لحكومة الأقاليم الخاضعة للحكم المباشر داخل الإقليم. يعمل حاكم الدولة أو نائب الحاكم أيضًا كممثل عن الإمبراطور في الولايات الأميرية المكونة للإقليم. تمثلت الحكومات الثلاث الأولى في الأراضي التي تم ضمها إلى الهند من خلال قوى أخرى والتي تحكمها مؤقتًا رئاسة البنغال السابقة قبل أن يتم تحويلها إلى أقاليم منفصلة خاصة بهم. كانت أغرا والبنغال ما تزالان تعتبران بحكم القانون جزأين من حكومة البنغال البائدة لأغراض قضائية وقانونية. تم فصل أغرا أخيرًا في عام 1878 وتم ضمها إلى دولة أوده. أعيد تأسيس رئاسة البنغال في عام 1912 بصفة حكومة. تتمتع جميع هذه الأقاليم بمجالس تشريعية خاصة بها والتي تم إنشاؤها بموجب قوانين المجالس الهندية والمحاكم العليا التي أقيمت بموجب قوانين المحاكم العليا الهندية. كانت القوانين التي أقرتها هذه الهيئات التشريعية بحاجة إلى ارتقاء مزدوج من حاكم الإقليم أو نائبه والحاكم العام للهند الذي يعمل كممثل عن الإمبراطور.

## قائمة الولايات والأقاليم
| الاسم         | رمز ISO 3166-2 | السكان      | المساحة (كم2) | اللغات الرسمية | العاصمة                         | كبرى المدن (في حالة غير العاصمة) | الكثافة السكانية | معدل التعليم(%) | نسبة السكان الحضريين | نسبة الجنس |
| ------------- | -------------- | ----------- | ------------- | --- | ------------------------------- | -------------------------------- | ---------------- | --------------- | -------------------- | ---------- |
| أندرا برديش   | AP             | 84,665,533  | 275,045       | التيلوغوية والأردو | أمارافاتي                       |                                  | 308              | 67.66           | 27.3                 | 992        |
| أروناجل برديش | AR             | 1,382,611   | 83,743        | الإنجليزية | إيتاناغار                       |                                  | 17               | 66.95           | 20.8                 | 920        |
| آسام          | AS             | 31,169,272  | 78,550        | الآسامية والـبودو (محلية) والـكاربي                                                                                                | ديسبور                          | جواهاتي                          | 397              | 73.18           | 12.9                 | 954        |
| بيهار         | BR             | 103,804,637 | 99,200        | الهندية والأردو والمايثيلية والـماغاهي                                                                                             | باتنا                           |                                  | 1102             | 63.82           | 10.5                 | 916        |
| تشاتيسغار     | CT             | 25,540,196  | 135,194       | التشهاتيسجارية والهندية | رايبور                          |                                  | 189              | 71.04           | 20.1                 | 991        |
| غوا           | GA             | 1,457,723   | 3,702         | لغة كونكاني | باناجي                          | فاسكو دا غاما                    | 394              | 87.40           | 62.2                 | 968        |
| كجرات         | GJ             | 60,383,628  | 196,024       | الغوجاراتية | غانديناغار                      | أحمد آباد                        | 308              | 79.31           | 37.4                 | 918        |
| هريانة        | HR             | 25,353,081  | 44,212        | الهندية والـهريانية (محلية) | شانديغار (مشتركة، إقليم اتحادي) | فريد آباد                        | 573              | 76.64           | 28.9                 | 877        |
| هماجل برديش   | HP             | 6,856,509   | 55,673        | الهندية | شيملا                           |                                  | 123              | 83.78           | 9.8                  | 920        |
| جمون وكشمير   | JK             | 12,548,926  | 222,236       | الأردو, والكشميرية والـدوغري | سريناغار (صيفية) جامو (شتوية)   |                                  | 124              | 68.74           | 24.8                 | 883        |
| جاركند        | JH             | 32,966,238  | 74,677        | الهندية | رانشي                           | جمشيدبور                         | 414              | 67.63           | 22.2                 | 947        |
| كرناتك        | KA             | 61,130,704  | 191,791       | الكنادية | بنغالور                         |                                  | 319              | 75.60           | 34.0                 | 968        |
| كيرلة         | KL             | 33,387,677  | 38,863        | الماليالامية والإنجليزية | ثيروفانانثابورام                | ارناكولام                        | 859              | 93.91           | 26.0                 | 1,084      |
| ماديا براديش  | MP             | 72,597,565  | 308,252       | الهندية | بوبال                           | إندور                            | 236              | 70.63           | 26.5                 | 930        |
| مهاراشترة     | MH             | 112,372,972 | 307,713       | المراثية | مومباي                          |                                  | 365              | 82.91           | 42.4                 | 925        |
| مانيبور       | MN             | 2,721,756   | 22,347        | لغة ميتية (تسمى أيضاً المانيبورية)                                                                                                  | إيمفال                          |                                  | 122              | 79.85           | 25.1                 | 987        |
| ميكالية       | ML             | 2,964,007   | 22,720        | لغة خاسي لغة بنار ولغة غارو والهندية والإنجليزية                                                                                   | شيلونغ                          |                                  | 132              | 75.48           | 19.6                 | 986        |
| ميزورام       | MZ             | 1,091,014   | 21,081        | لغة ميزو | أيزوال                          |                                  | 52               | 91.58           | 49.6                 | 975        |
| ناجالاند      | NL             | 1,980,602   | 16,579        | الإنجليزية | كوهيما                          | ديمابور                          | 119              | 80.11           | 17.2                 | 931        |
| أوديشا        | OR             | 41,947,358  | 155,820       | الأوريا | بوبانسوار                       |                                  | 269              | 73.45           | 15.0                 | 978        |
| بنجاب         | PB             | 27,704,236  | 50,362        | البنجابية والهندية | شانديغار (مشتركة، إقليم اتحادي) | لوديانا                          | 550              | 76.68           | 33.9                 | 893        |
| راجستان       | RJ             | 68,621,012  | 342,269       | الهندية | جايبور                          |                                  | 201              | 67.06           | 23.4                 | 926        |
| سيكيم         | SK             | 607,688     | 7,096         | النيبالية ولغة سيكمية ولغة لبتشا ولغة ليمبا والنيوارية ولغة كولونغية ولغة غورونغية لغة ماغارية ولغة شربا ولغة تامانغية ولغة سونوار | غانتوك                          |                                  | 86               | 82.20           | 11.1                 | 889        |
| تملنادة       | TN             | 72,138,958  | 130,058       | التاملية | تشيناي                          |                                  | 480              | 80.33           | 44.0                 | 995        |
| ترايبورا      | TR             | 3,671,032   | 10,492        | البنغالية والـكوكبوروك | أغرتلا                          |                                  | 350              | 87.75           | 17.1                 | 961        |
| أتر برديش     | UP             | 199,581,477 | 243,286       | الهندية، والأردو | لكناو                           | كانبور                           | 828              | 69.72           | 20.8                 | 908        |
| أتراكند       | UT             | 10,116,752  | 53,566        | الهندية والسنسكريتية | ديرادون (مؤقتة)                 |                                  | 189              | 79.63           | 25.7                 | 963        |
| بنغال الغربية | WB             | 91,347,736  | 88,752        | البنغالية والإنجليزية | كلكتا                           |                                  | 1,029            | 77.08           | 28.0                 | 947        |

| الاسم                         | أيزو 3166-2:IN | السكان     | اللغات الرسمية                                               | العاصمة         | المدينة الكبرى | عدد القرى | عدد البلدات | الكثافة السكانية | معدل التعليم(%) | نسبة عدد السكان الحضريين إلى العدد الكلي للسكان | معدل الجنس |
| ----------------------------- | -------------- | ---------- | ------------------------------------------------------------ | --------------- | -------------- | --------- | ----------- | ---------------- | --------------- | ----------------------------------------------- | ---------- |
| جزر أندامان ونيكوبار          | AN             | 379,944    | الهندية والتاميلية والتيلوغوية والإنجليزية                   | بورت بلير       |                | 547       | 3           | 46               | 86.27           | 32.6                                            | 878        |
| شانديغار                      | CH             | 1,054,686  | الهندية والإنجليزية والبنجابية                               | شانديغار        |                | 24        | 1           | 9,252            | 86.43           | 89.8                                            | 818        |
| دادرا وناجار هافلي            | DN             | 342,853    | الماراثية والهندية والغوجاراتية والإنكلزية                   | سيلفاسا         |                | 70        | 2           | 698              | 77.65           | 22.9                                            | 775        |
| دمن وديو                      | DD             | 242,911    | الماراثية والهندية والغوجاراتية والإنجليزية                  | دمن، الهند      |                | 23        | 2           | 2169             | 87.07           | 36.2                                            | 618        |
| لكشديب                        | LD             | 64,429     | الماليالامية والإنجليزية                                     | كافاراتي        | أندروت         | 24        | 3           | 2013             | 92.28           | 44.5                                            | 946        |
| إقليم العاصمة الوطنية في دلهي | DL             | 16,753,235 | —                                                            | دلهي            |                | 165       | 62          | 11,297           | 86.34           | 93.2                                            | 866        |
| بودوتشيري                     | PY             | 1,244,464  | الفرنسية والتاميلية والتيلوغوية (محلية) الماليالامية (محلية) | مدينة بونديتشري |                | 92        | 6           | 2,598            | 86.55           | 66.6                                            | 1,038      |